# IC 1506
IC 1506 ist eine Spiralgalaxie vom Hubble-Typ S im Sternbild Fische auf der Ekliptik. Sie ist schätzungsweise 434 Millionen Lichtjahre von der Milchstraße entfernt und hat einen Durchmesser von etwa 90.000 Lichtjahren.
Das Objekt wurde am 4. August 1892 von Stéphane Javelle entdeckt.